# Gałąźnia Wielka
Gałąźnia Wielka is een plaats in het Poolse district  Bytowski, woiwodschap Pommeren. De plaats maakt deel uit van de gemeente Kołczygłowy en telt 383 inwoners.